# Алексик, Андрей Андреевич
Андрей Андреевич Алексик (род. 20 апреля 1939, село Великие Комяты, Чехословакия) — советский и украинский оперный певец (бас), народный артист РСФСР.

## Биография
Андрей Андреевич Алексик родился 20 апреля 1939 года в с. Великие Комяты (сейчас Береговский район, Закарпатская область, Украина).
Окончил вокальное отделение Ужгородского музыкального училища (педагог Андрей Задор). Будучи в училище пел в Закарпатском народном хоре. В 1970 году окончил вокальный факультет Львовской консерватории (педагог О. Дарчук).
В 1970—1975 годах был солистом Горьковского театра оперы и балета. В 1975—1991 годах выступал в Челябинском театре оперы и балета. За годы работы в Челябинском театре спел около 20 партий.
С 1991 года был артистом Львовского оперного театра.

## Награды и премии
- Заслуженный артист РСФСР (10.12.1980).
- Народный артист РСФСР (6.03.1985).

## Работы в театре

### Челябинский театр оперы и балета
- «Севильский цирюльник» Дж. Россини — Дон Базилио
- «Князь Игорь» А. Бородина — Князь Галицкий, хан Кончак
- «Хованщина» М. П. Мусоргского — Иван Хованский, Досифей
- «Фауст» Ш. Гуно — Мефистофель
- «Русалка» А. Даргомыжского — Мельник
- «Иван Сусанин» М. И. Глинки — Иван Сусанин
- «Дон Жуан» В. Моцарта — Лепорелло